# Korfbal 1978-1979
Het korfbalseizoen 1978-1979 is het negende seizoen van de Nederlandse korfbalbond KNKV. In dit seizoen telt de veldcompetitie een Hoofdklasse waarbij elk team 18 wedstrijden speelt. In de zaalcompetitie zijn twee Hoofdklassen waarbij elk team 14 wedstrijden speelt. In dit zaalseizoen gebeurde iets bijzonders. Fortuna kreeg twee punten in mindering als straf vanwege een wedstrijd waarbij drie spelers uit het veld werden gestuurd. Aan het eind van de competitie stond Fortuna met BEP op een gedeelde zevende plaats, waardoor via een beslissingswedstrijd bepaald moest worden welke ploeg zou degraderen.

## Veldcompetitie
In seizoen 1978-1979 was de hoogste Nederlandse veldkorfbalcompetitie in de KNKV de Hoofdklasse; een poule met tien teams. Het kampioenschap is voor het team dat na 18 competitiewedstrijden de meeste wedstrijdpunten heeft verzameld. Een play-off systeem was niet van toepassing. Bij een gedeelde 1e plaats zou er een beslissingswedstrijd gespeeld moeten worden. De onderste twee ploegen degraderen.
| pos | club           | gs | w  | g | v  | pnt | dv  | dt  | ds  |
| --- | -------------- | -- | -- | - | -- | --- | --- | --- | --- |
| 1.  | PKC            | 18 | 13 | 1 | 4  | 27  | 198 | 142 | +56 |
| 2.  | LUTO           | 18 | 10 | 4 | 4  | 24  | 126 | 115 | +9  |
| 3.  | AKC Blauw-Wit  | 18 | 10 | 3 | 5  | 23  | 121 | 118 | +3  |
| 4.  | Archipel       | 18 | 9  | 3 | 6  | 21  | 123 | 112 | +11 |
| 5.  | Rapiditas      | 18 | 8  | 5 | 5  | 21  | 153 | 155 | −2  |
| 6.  | Deetos         | 18 | 8  | 3 | 7  | 19  | 143 | 129 | +14 |
| 7.  | Fortuna        | 18 | 8  | 2 | 8  | 18  | 131 | 137 | −6  |
| 8.  | Allen Weerbaar | 18 | 8  | 1 | 9  | 17  | 160 | 149 | +11 |
| 9.  | Ons Eibernest  | 18 | 2  | 3 | 13 | 7   | 142 | 179 | −37 |
| 10. | Westerkwartier | 18 | 1  | 1 | 16 | 3   | 100 | 161 | −61 |

| Veldkampioen van Nederland KNKV 1979 |
| ------------------------------------ |
| PKC                                  |

## Zaalcompetitie KNKV
In seizoen 1978-1979 was de hoogste Nederlandse zaalkorfbalcompetitie in de KNKV de Hoofdklasse; twee poules met elk acht teams. Het kampioenschap is voor de winnaar van de kampioenswedstrijd, waarin de kampioen van de Hoofdklasse A tegen de kampioen van de Hoofdklasse B speelt.

### Hoofdklasse A
| pos | club           | gs | w  | g | v  | pnt | dv  | dt  | ds  |
| --- | -------------- | -- | -- | - | -- | --- | --- | --- | --- |
| 1.  | Allen Weerbaar | 14 | 11 | 1 | 2  | 23  | 175 | 133 | +42 |
| 2.  | Deto           | 14 | 8  | 4 | 2  | 20  | 163 | 139 | +24 |
| 3.  | LUTO           | 14 | 6  | 3 | 5  | 15  | 158 | 151 | +7  |
| 4.  | Archipel       | 14 | 6  | 3 | 5  | 15  | 128 | 129 | −1  |
| 5.  | LDO            | 14 | 5  | 3 | 6  | 161 | 161 | 163 | −2  |
| 6.  | Fortuna*       | 15 | 6  | 1 | 8  | 11  | 178 | 196 | −18 |
| 7.  | BEP*           | 15 | 4  | 1 | 10 | 9   | 165 | 190 | −25 |
| 8.  | Ons Eibernest  | 14 | 3  | 0 | 11 | 6   | 145 | 172 | −27 |

- = na de reguliere competitie stonden Fortuna en BEP beiden op 9 punten (ook omdat Fortuna twee verliespunten kreeg vanwege een gestaakte wedstrijd). Om te beslissen welke ploeg zevende zou worden en daarmee zou degraderen moest er een beslissingswedstrijd gespeeld worden. Deze wedstrijd werd gespeeld op 4 maart 1979 en werd gewonnen door Fortuna met 14-12, waardoor Fortuna zich veilig speelde en BEP degradeerde.

### Hoofdklasse B
| pos | club          | gs | w  | g | v  | pnt | dv  | dt  | ds  |
| --- | ------------- | -- | -- | - | -- | --- | --- | --- | --- |
| 1.  | AKC Blauw-Wit | 14 | 10 | 3 | 1  | 23  | 169 | 119 | +50 |
| 2.  | Deetos        | 14 | 8  | 3 | 3  | 19  | 160 | 134 | +26 |
| 3.  | PKC           | 14 | 8  | 1 | 5  | 17  | 169 | 154 | +15 |
| 4.  | HKV           | 14 | 4  | 5 | 5  | 13  | 144 | 151 | −7  |
| 5.  | Pams          | 14 | 5  | 2 | 7  | 12  | 128 | 148 | −20 |
| 6.  | DOS'46        | 14 | 4  | 3 | 7  | 11  | 140 | 151 | −11 |
| 7.  | Wordt Kwiek   | 14 | 4  | 2 | 8  | 10  | 134 | 164 | −30 |
| 8.  | Rapiditas     | 14 | 3  | 1 | 10 | 7   | 144 | 167 | −23 |

De finale werd gespeeld op zaterdag 10 maart 1979 in de Houtrusthallen in Den Haag. Voor het derde jaar op rij werd de zaalfinale een Amsterdamse aangelegenheid.
| Hoofdklasse Finale |                |    |
|                    |                |    |
| A1                 | Allen Weerbaar | 11 |
| B1                 | AKC Blauw-Wit  | 12 |

| Zaalkampioen van Nederland KNKV 1979 |
| ------------------------------------ |
| AKC Blauw-Wit                        |